# Герб Фрейшу-де-Ешпада-а-Сінти
Ге́рб Фре́йшу-де-Ешпа́да-а-Сі́нти — офіційний символ містечка Фрейшу-де-Ешпада-а-Сінта, Португалія. Використовується як територіальний герб. У пурпурному щиті золотий ясен, промальований зеленим. Обабіч його стовбура два золоті мечі, лезами до низу, і два старі малі герби Португалії. Щит увінчує срібна мурована містечкова корона з чотирма вежами.  Під щитом біла стрічка, на якій великими літерами напис португальською: «vila de Freixo de Espada à Cinta» (містечко Фрейшу-де-Ешпада-а-Сінта).  Офіційно затверджений 27 квітня 1935 року.  

## Галерея

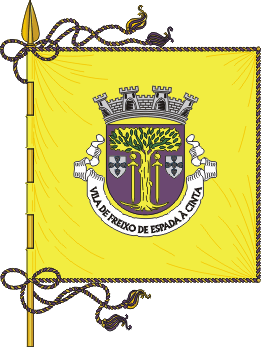
Прапор